# Nico Emonds
Nico Emonds (Hasselt, 4 de abril de 1961) fue un ciclista belga, profesional entre 1983 y 1996, cuyo mayor éxito deportivo lo logró en la Vuelta a España, donde conseguiría 1 victoria de etapa en la edición de 1990 militando en las filas del Teka.

## Palmarés
| 1981 - Tríptico de las Ardenas - 4 Días de Hainaut Occidental 1982 - París-Troyes 1984 - 1 etapa en la Vuelta a Galicia 1986 - 1 etapa en el Tour de Romandía - Vuelta a Bélgica y 1 etapa 1989 - 1 etapa en la Volta a Cataluña | 1990 - 1 etapa en la Vuelta a España - Vuelta a Aragón - 1 etapa en la Vuelta a Galicia 1993 - Flèche Hesbignonne 1994 - Circuit de l'Escaut - Flèche Hesbignonne |